# 鹿北町
鹿北町（かほくまち）は、現在山鹿市にある町。かつては熊本県鹿本郡にあった。
2005年1月15日に山鹿市および鹿本郡鹿央町・菊鹿町・鹿本町と新設合併し、山鹿市鹿北町となっている。

## 地理
鹿北町は熊本県の北部に位置し、福岡県との県境に面している。
- 面積 86.17 km2
  - 農用地 14.7%
  - 森林 68.0%
  - その他 17.3%

## 歴史
- 1889年（明治22年）4月1日 - 町村制施行に伴い、山鹿郡岩野村・岳間村・広見村が発足。
- 1896年（明治29年）4月1日 - 山鹿郡・山本郡が合併し鹿本郡となる。
- 1954年（昭和29年）4月1日 - 鹿本郡岩野村・岳間村・広見村が合併し鹿北村が発足。
- 1963年（昭和38年）12月1日 - 鹿北村が町制施行し、鹿北町となる。
- 2005年（平成17年）1月15日 - 山鹿市および鹿本郡鹿央町・菊鹿町・鹿本町と対等合併し、新しく山鹿市鹿北町となる。

## 教育
中学校
- 鹿北町立鹿北中学校（現・山鹿市立鹿北中学校）

小学校
- 鹿北町立岩野小学校（後の山鹿市立岩野小学校、統合され山鹿市立鹿北小学校へ）
- 鹿北町立岳間小学校（後の山鹿市立岳間小学校、統合され山鹿市立鹿北小学校へ）
- 鹿北町立広見小学校（後の山鹿市立広見小学校、統合され山鹿市立鹿北小学校へ）

## 交通

### 鉄道
町内を鉄道路線は通っていない。鉄道を利用する場合の最寄り駅は、JR九州鹿児島本線および久大本線の久留米駅など。

### 道路
一般国道
- 国道3号
- 国道325号（国道3号と重複）

県道
- 熊本県道13号黒木鹿北線
- 熊本県道18号菊池鹿北線
- 熊本県道127号岩野黒木線

道の駅
- 鹿北（かほく小栗郷）

## 観光
- 弁天橋
- 鹿北ゴルフ倶楽部
- 道の駅鹿北
- 岳間渓谷